# Yablanitsa
Yablanitsa (en búlgaro: Ябланица) es una ciudad de Bulgaria en la provincia de Lovech.

## Geografía
Se encuentra a una altitud de 417 m s. n. m. a 88 km de la capital nacional, Sofía.

## Demografía
Según estimación 2012 contaba con una población de 2 510 habitantes.
|         | 2004  | 2005  | 2006  | 2007  | 2008  | 2009  | 2010  | 2011  |
| Mujeres | 1 515 | 1 509 | 1 497 | 1 490 | 1 471 | 1 469 | 1 445 | 1 419 |
| Varones | 1 470 | 1 461 | 1 445 | 1 448 | 1 441 | 1 429 | 1 410 | 1 435 |
| Total   | 2 985 | 2 970 | 2 492 | 2 938 | 2 912 | 2 896 | 2 855 | 2 854 |